# 류스스
류스스(중국어 간체자: 刘诗诗, 정체자: 劉詩詩, 병음: Liú Shīshī, 한자음: 유시시, 1987년 3월 10일~)는 중화인민공화국의 배우이며 후이족 출신이다.

## 생애
2004년 드라마 《월영풍하》에 캐스팅되면서 데뷔했으며, 2006년 베이징 댄스 아카데미 발레 전공 졸업, 2007년 1월 정식 계약을 체결해 상하이 중국인의 영화사 소속 연예인이 되었다.
2011년 드라마 <보보경심>의 '타임 슬립'물이 인기리에 방영되고, 마이태 약희 역의 류스스 캐릭터가 인기 몰이를 하면서 일약 스타덤에 올랐으며, 이후 스크린으로 무대를 옮겨 여러 작품에 참여 톱스타 반열에 올랐다.
2013년 11월 13일 새벽 웨이보에 공개적으로 열애를 인정, 오기륭도 트윗 리트윗으로 류스스와의 열애 사실을 발표하였으며, 2015년 1월 20일 웨이보를 통해 오기륭은 류스스와 결혼을 발표, 2016년 3월 20일 발리에서 류스스와 오기륭은 결혼식을 올렸다.

## 출연 작품

### 드라마
| 방영연도 | 한국제목               | 중국제목                   | 편수 | 역할 | 역할                  | 비고                         |
| -------- | ---------------------- | -------------------------- | ---- | ---- | --------------------- | ---------------------------- |
| 2006년   | 남인양가               | 男人养家                   | 22   | 조연 | 마옥 역               |                              |
| 2006년   | 월영풍하               | 月影風荷                   | 34   | 주연 | 엽풍하 역             |                              |
| 2006년   | 비화여접               | 飛花如蝶                   | 26   | 조연 | 기아 역               |                              |
| 2007년   | 소년양가장             | 少年楊家將                 | 43   | 조연 | 나씨녀 역             |                              |
| 2007년   | 요재기녀자             | 聊齋奇女子                 | 21   | 조연 | 신십사낭 역           |                              |
| 2008년   | 사조영웅전             | 射雕英雄傳                 | 50   | 조연 | 목염자 역             |                              |
| 2009년   | 선검기협전 3           | 仙劍奇俠傳三               | 37   | 주연 | 용규(홍규) 역         |                              |
| 2009년   | 의천도룡기             | 倚天屠龍記                 | 40   | 조연 | 황삼여자 역           |                              |
| 2010년   | 백사후전               | 白蛇後傳                   | 30   | 조연 | 윤쌍쌍 역             |                              |
| 2010년   | 천애직녀(의피천하)     | 天涯織女                   | 36   | 조연 | 조가의 역             |                              |
| 2010년   | 괴협일지매             | 怪俠一枝梅                 | 30   | 주연 | 연삼낭 역             |                              |
| 2011년   | 보보경심               | 步步惊心                   | 35   | 주연 | 장효 / 마이태 약희 역 |                              |
| 2012년   | 기연교합               | 肌缘巧合                   | 15   | 조연 | 빙빙 역               |                              |
| 2012년   | 헌원검지천지흔         | 軒轅劍之天之痕             | 36   | 주연 | 탁발옥아 역           |                              |
| 2013년   | 정충악비               | 精忠岳飛                   | 69   | 조연 | 고양씨 역             |                              |
| 2013년   | 천사적행복             | 天使的幸福                 | 30   | 주연 | 이효함 역             | 한국 "고맙습니다" 리메이크작 |
| 2014년   | 보보경정(보보경심2)    | 步步惊情 (别名: 步步惊心2) | 39   | 주연 | 장효/람란 역          |                              |
| 2016년   | 풍중기연(대막요)       | 风中奇缘 (别名:大漠谣)     | 35   | 주연 | 신월 역               |                              |
| 2016년   | 서리인사               | 犀利仁师                   | 45   | 주연 | 노운비 역             |                              |
| 2016년   | 나년청춘아문정호       | 那年青春我们正好           | 39   | 주연 | 류정 역               |                              |
| 2016년   | 여의명비전(여의담윤현) | 女医明妃传                 | 50   | 주연 | 담윤현 역             |                              |
| 미방영   | 여명결전               | 黎明决战                   | 40   | 주연 | 송홍릉 역             | 2015년 4월 촬영종료, 미방영  |
| 미방영   | 여과가이저양애         | 如果可以这样爱             | 40   | 주연 | 백교아 역             | 2016년 8월 촬영종료, 미방영  |
| 촬영중   | 취영롱                 | 醉玲珑                     | 45   | 주연 | 봉경진 역             | 2016년 10월 크랭크인 예정    |

### 영화
| 방영연도 | 한국제목                      | 중국제목                   | 역할     | 역할             | 비고                |
| -------- | ----------------------------- | -------------------------- | -------- | ---------------- | ------------------- |
| 2007년   | 육소봉전기 - 대금붕왕         | 陸小鳳傳奇之大金鵬王       | 조연     | 손수청 역        |                     |
| 2007년   | 육소봉전기 - 결전전후         | 陸小鳳傳奇之決戰前後       | 조연     | 손수청 역        |                     |
| 2011년   | 몽회녹정기                    | 梦回鹿鼎记                 | 주연     |                  |                     |
| 2012년   | 하일개기적 (넥스트 매직)      | 下一个奇迹, The Next Magic | 주연     | 이가이 역        |                     |
| 2012년   | 상심동화                      | 傷心童話                   | 주연     | 양가 역          |                     |
| 2013년   | 희몽                          | 戏梦                       | 주연     | 류스스           | 미니단편영화 (12분) |
| 2013년   | 불이신탐                      | 不二神探                   | 조연     | 유금수 역        |                     |
| 2013년   | 회도애개시적지방              | 回到愛開始的地方           | 주연     | 지야칭 역        |                     |
| 2014년   | 심야전적오분종(내일까지5분전) | 真夜中の五分前             | 주연     | 류오란/루메이 역 |                     |
| 2014년   | 수춘도                        | 绣春刀                     | 특별출연 | 주묘동 역        |                     |
| 촬영중   | 집흉자                        | 缉凶子                     | 주연     |                  | 2016년 9월 촬영시작 |

### M/V
| 방영연도 | 한국제목 | 중국제목 | 비고                         |
| -------- | -------- | -------- | ---------------------------- |
| 2009년   | 몽환주선 | 梦幻诛仙 | 중국 "몽환주선" 게임 단편M/V |